# KrAZ Shrek One
KrAZ-MPV Shrek One (КрАЗ-МПВ Шрек Один) — сімейство українських бронеавтомобілів з V-подібним днищем, розроблених компанією АвтоКрАЗ спільно з канадською компанією Streit Group на основі КрАЗ-5233ВЕ. Машини створені за стандартом MRAP і представлені в 2014 році. Вартість бронеавтомобіля — $1 млн.

## Тактико-технічні характеристики

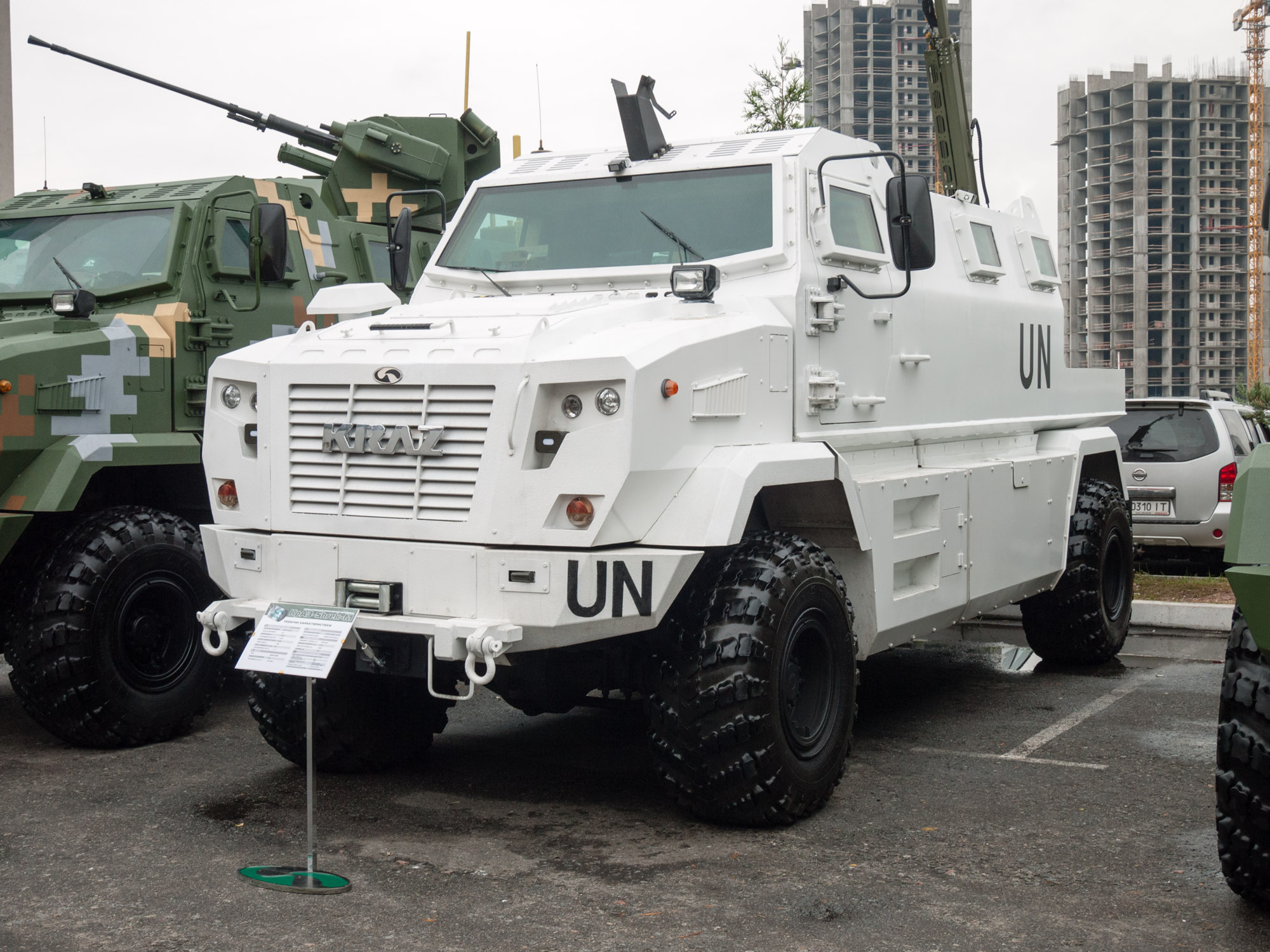
KrAZ Shrek One RCV

- Протимінний захист: дві міни ТМ-57 (14 кг тротила) під будь-яким колесом, одна міна ТМ-57 (7 кг тротилу) під днищем
- Балістичний захист: B6+/STANAG 4569 рівень 2
- Двигун: ЯМЗ-238Д (Євро-0), опціонально можуть бути встановлені двигуни Cummins і Deutz
- Потужність, кВт (к.с.): 243 (330) при 2800 об/хв
- Роздавальна коробка: механічна двоступенева, диференціал — блокується, можливе управління з кабіни
- Коробка передач: Fast Gear 9JS150TA-B, 9-ступенева
- Віконне скло: прозоре багатошарове куленепробивне. Внутрішній шар — полікарбонат.
- Шини 445.65R22.5/16.00R20 з централізованим підкачуванням — за технологією RunFlat
- Днище: V-подібне
- Сидіння: 10 + 2

КрАЗ Шрек Один має однодискове зчеплення.

## Модифікації

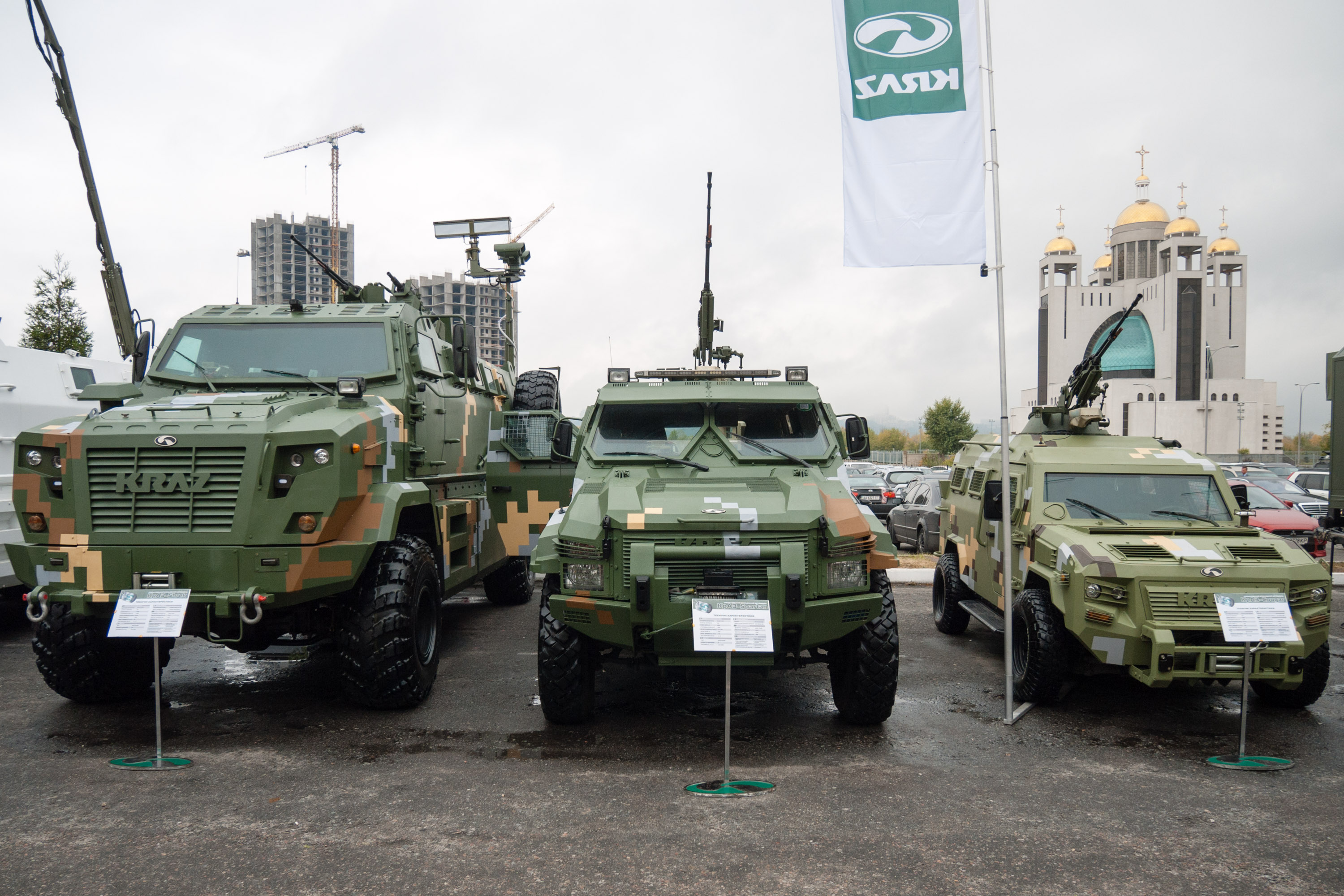
KRAZ SHREK (зліва) поряд зі Spartan та Cougar. 2016 р.

- KrAZ Shrek One TC — призначений для оперативної доставки особового складу військових підрозділів і їх вогневої підтримки, може використовуватися як носій різного озброєння і військового устаткування.
- KrAZ Shrek One Ambulance — автомобіль швидкої допомоги з протимінним захистом. Призначений для надання першої медичної допомоги постраждалим, а також для їх транспортування. Автомобіль оснащений всім необхідним медичним обладнанням.
- KrAZ Shrek One RCV — багатоцільовий транспортний засіб з протимінним захистом призначений для роботи на вибухонебезпечних ділянках. Автомобіль оснащений краном маніпулятором зі спеціальним обладнанням і дистанційним управлінням з кабіни.[2]

## Оператори
- Україна: Національна гвардія України — 17 лютого 2015 нові КрАЗ-5233НЕ («Shrek-APC») поступили на озброєння в підрозділи Нацгвардії. Використовуються для виконання оперативних завдань в зоні проведення АТО на сході України.

- Буркіна-Фасо: влітку 2019 було закуплено три автомобілі, призначені для дослідження небезпечних ділянок, пошуку і знешкодження вибухових пристроїв[3][4].

- Сенегал: у квітні 2014 Сенегал отримав 10 бронеавтомобілів різних модифікацій[5][6].

## Цікаві факти
- У 2014 році волонтер із Миколаєва створив саморобний броньовик на базі вантажівки КрАЗ-214 з назвою "Шрек"[7][8]. Тож, можливо, автори назви машини надихнулись тим проєктом і назвали на честь нього вже заводську техніку.
- KrAZ Shrek One згадується в романі «Колонія» Макса Кідрука.